# Philippe de Champaigne
Philippe de Champaigne (Champagne) (26. maj 1602 i Bryssel – 12. august 1674 i Paris) var en nedderlandsk-fransk maler.

## Karriere
Champaigne blev oplært i sin fødeby bl.a. af Fouquière. Han ankom til Paris i 1621, hvor han først arbejdede under Jean-Baptiste Lallemand. Her stiftede han bekendtskab med Nicolas Poussin, som kom til at påvirke Champaignes udvikling mærkbart. Han arbejdede også under Nicolas Duchesnes vejledning på Luxembourg-Slottet. Marie af Medicis blev opmærksom på ham, og efter Duchesnes død blev han udnævnt til enkedronningens første  hofmaler. I 1648 blev han medlem af akademiet, derpå professor og rektor ved samme. 
Som hofmaler arbejdede han for kirken (bl.a. en suite til Karmeliterkirken i Faubourg St Jacques), og han malede Ludvig XIII's løfte samt arbejdede for Richelieu, hvis portræt han udførte gentagne gange, og hvis slotte han udsmykkede. 
Senere blev han alvorligere, og jansenismen blev en del af hans udtryk. Hans datter, Catharina, der var nonne, blev alvorligt syg og blev helbredt på mystisk vis. Det inspirerede ham til det berømte billede De to nonner, Marie Angélique Arnauld og Catherine de Sainte-Suzanne, i bøn. Hans sidste arbejde, portrættet af præsident Guillaume de Lamoignon, er fra 1671.
Hans nevø og medarbejder Jean Baptiste Champaigne fra Bryssel blev professor ved akademiet der.

## Galleri
- Portræt af  Charlotte Duchesne, Phillippe de Champaignes kone
- Armand-Jean du Plessis de Richelieu, 1637 eller 1642, National Gallery
- De to nonner, Marie Angélique Arnauld og Catherine de Sainte-Suzanne, i bøn', 1662, Louvre
- Ludvig XIII, mellem 1622 og 1639, Royal Collection
- Stilleben med kranie, Vanitas, ca. 1671, Musée de Tessé
- Ludvig XIII’s løfte